# Yeni Türkiye Partisi (2002)
Die Yeni Türkiye Partisi (YTP; Partei der Neuen Türkei) war eine kurzlebige politische Partei in der Türkei.
Gegründet wurde die YTP, als im Zuge einer schweren wirtschaftlichen und politischen Krise die Politiker İsmail Cem (Außenminister) und Hüsamettin Özkan (Stellvertretender Ministerpräsident) im August 2002 aus der Regierung von Ministerpräsident Bülent Ecevit austraten und dessen Demokratische Linkspartei (DSP) verließen. Auch der zuvor parteilose Kemal Derviş (Staatsminister für Wirtschaftsfragen) trat von seinem Amt zurück und beteiligte sich zunächst an den Bestrebungen zur Gründung einer neuen Partei, schloss sich dann jedoch der Republikanischen Volkspartei (CHP) an. Dafür kam der ambitionierte Istanbuler Lokalpolitiker Mustafa Sarıgül zur YTP.
Die YTP versuchte, sich als moderne sozialdemokratische Partei zu positionieren. Doch trotz der Popularität ihres Vorsitzenden Cem erreichte sie bei der folgenden Wahl lediglich 1,15 Prozent. Özkan und weitere Mitglieder zogen sich danach zurück. 
Die YTP trat noch einmal bei der Kommunalwahl im März 2004 an, bei der sie fünf Bürgermeisterämter gewinnen konnte. Aber dies hatte mit lokalen Begebenheiten zu tun, weil mancherorts Politiker, die von der CHP oder DSP nicht mehr berücksichtigt worden waren, stattdessen im Namen der YTP antraten. Das Gesamtergebnis der Partei betrug 0,22 Prozent.
Von diesen Ergebnissen enttäuscht und durch die schwere Erkrankung ihres Vorsitzenden Cem geschwächt, löste sich die YTP am 24. Oktober 2004 auf. Die verbliebenen Mitglieder traten der CHP bei.
Die YTP von İsmail Cem ist nicht zu verwechseln mit der liberal-konservativen Yeni Türkiye Partisi unter Ekrem Alican, die bei der Parlamentswahl 1961 13,7 Prozent der Stimmen und 65 Mandate errang, danach aber stetig an Bedeutung verlor und sich schließlich 1973 auflöste.